# Швеция на «Евровидении-1987»
Швецию в тридцать втором выпуске телевизионного конкурса Евровидение-1987, который состоялся 9 мая во Дворце Столетия в Брюсселе, представляла певица Лотта Энгберг с регги-песней Boogaloo, написанной Микаэлем Вендтом и Кристером Лундом. Первоначально композиция называлась Fyra Bugg och en Coca-Cola ("Две жвачки и Кока-Кола"), но из-за правил Евровидения, запрещавших любую рекламу какого-либо бренда, текст и название песни изменили. По итогам голосования Энгберг заняла 12-е место из 22, набрав 50 баллов. Тем не менее, Boogaloo стала предшественницей шведской заявки на Евровидение-1988 Stad i ljus в исполнении Томми Чёрберга. Конкурс был показан SVT на канале SVT 1 с комментариями Фредрика Белфраге. Глашатаем от Швеции был Ян Эллерос.

## До «Евровидения»

### Melodifestivalen 1987
Начиная с 1959 года шведская телекомпания SVT организовывает национальные отборы для выбора заявки на Евровидение. Данные отборы получили название Melodifestivalen. Двадцать шестой выпуск Melodifestivalen 1987 состоялся 21 февраля на площадке Лисбергсхаллен в Гётеборге. Ведущим был Фредрик Белфраге. Двенадцать песен из поступивших SVT полторы тысячи было представлено, а победитель определялся путём голосования жюри, разбитых на 9 блоков по возрастному критерию. Melodifestivalen 1987 транслировался по телевизору, но не имел трансляции по радио. Только шестёрка лучших была объявлена по результатам голосования.
| Порядковый номер | Исполнитель                  | Название песни             | Автор(ы)                                            | Очки | Место |
| ---------------- | ---------------------------- | -------------------------- | --------------------------------------------------- | ---- | ----- |
| 1                | Sound of Music               | Alexandra                  | Петер Грёнвалль, Анжелик Виденгрен, Нанна Нордквист | 44   | 4     |
| 2                | Анника Йонссон               | Nya illusioner             | Микаэль Вендт, Кристер Лунд                         | -    | -     |
| 3                | Синди Питерс                 | När morgonstjärnan brinner | Бобби Юнггрен, Хокан Алмквист, Ингела Форсман       | 46   | 3     |
| 4                | Поуль Сахлин и Анн Кильстрём | Ung och evig               | Поуль Сахлин, Альф Бринк                            | -    | -     |
| 5                | Ян-Эрик Карлсон              | Flyktingen                 | Ян-Эрик Карлсон, Кент Ларссон                       | -    | -     |
| 6                | Baden-Baden                  | Leva livet                 | Андерс Нюландер, Маргарета Карлссон                 | -    | -     |
| 7                | Арья Сайонмаа                | Högt över havet            | Лассе Хольм                                         | 58   | 2     |
| 8                | Роберт Уэллс                 | Sommarnatt                 | Горан Фолкестад, Ян-Олоф Столь                      | -    | -     |
| 9                | Style                        | Hand i hand                | Кристер Санделин, Томми Экман                       | 29   | 6     |
| 10               | Лена Филипссон               | Dansa i neon               | Тим Норелл, Ола Хоканссон                           | 43   | 5     |
| 11               | Анна Бук                     | Det finns en morgondag     | Ян Аскелинд, Ингела Форсман                         | -    | -     |
| 12               | Лотта Энгберг                | Fyra Bugg och en Coca-Cola | Микаэль Вендт, Кристер Лунд                         | 59   | 1     |

### Разногласия
Первоначально композиция, победившая на Melodifestivalen 1987 называлась Fyra Bugg och en Coca-Cola. Но Европейский вещательный союз потребовал изменение названия и текста песни из-за содержания в них рекламы брендов жевательной резинки Bugg и напитка Кока-Кола. В результате композиция Лотты Энгберг получила название Boogaloo.

## На «Евровидении»
В Брюсселе Лотта Энгберг выступала под номером 6, между Бельгией и Италией. По итогам голосования она заняла 12-е место из 22, набрав 50 баллов, включая максимальные 12 баллов от Израиля. Это был худший результат Швеции за последние восемь лет. 12 баллов шведское жюри присудило стране-победительнице, Ирландии. Дирижёром оркестра во время исполнения шведской заявки был Курт-Эрик Холмквист.

### Голосование
| Очки      | Страна                      |
| --------- | --------------------------- |
| 12 баллов | - Израиль                   |
| 10 баллов |                             |
| 8 баллов  | - Исландия                  |
| 7 баллов  | - Дания - Кипр - Португалия |
| 6 баллов  |                             |
| 5 баллов  |                             |
| 4 балла   |                             |
| 3 балла   | - Италия - Франция          |
| 2 балла   | - Турция                    |
| 1 балл    | - Бельгия                   |

| Очки      | Страна         |
| --------- | -------------- |
| 12 баллов | Ирландия       |
| 10 баллов | Норвегия       |
| 8 баллов  | Дания          |
| 7 баллов  | Германия       |
| 6 баллов  | Греция         |
| 5 баллов  | Великобритания |
| 4 балла   | Израиль        |
| 3 балла   | Финляндия      |
| 2 балла   | Кипр           |
| 1 балл    | Италия         |